# Kenwood Limited
Kenwood è un'azienda, di proprietà del Gruppo De'Longhi, che produce piccoli elettrodomestici per la cucina.
Ha origini in Gran Bretagna, ed è presente in 44 Paesi. Kenwood progetta e realizza piccoli elettrodomestici per la preparazione dei cibi, come impastatori, frullatori, robot da cucina, mixer ad immersione e kettle.
L'azienda fu fondata da  Kenneth Maynard Wood nel 1947 nella città di Woking, producendo i primi prototipi nel garage di casa. Nel 1962 l'azienda si è trasferita ad Havant dove risiede tuttora.

## Storia

### Anni '40
Il primo prodotto Kenwood fu un tostapane inventato da Kenneth Wood, che fu messo in vendita nel 1947, conosciuto come A100. Fu il primo esemplare di prodotto che consentiva di tostare il pane su entrambi i lati senza toccare il cibo.

### Anni 1950-1960
Nel 1950, 3 anni dopo, il primo campione di Kenwood Chef fu lanciato alla Ideal Home Exhibition. La macchina fu progettata come aiuto nelle operazioni più difficili in cucina.

### Anni 1970-1980
Kenwood è stata la prima azienda ad introdurre il controllo elettronico della velocità nei suoi prodotti, una caratteristica tecnica introdotta nel 1973. Il primo food processor fu lanciato nel 1979. Nel 1989 Kenwood ha acquistato il suo primo stabilimento produttivo in Cina aumentando la produttività.

### Anni 1990-2000
Nel 1997, all'età di 81 anni, Kenneth Wood è mancato dopo una breve malattia. Kenwood fa parte del Gruppo De'Longhi dal 2000.
Nel 2009 ha lanciato Cooking Chef, l'evoluzione di Kenwood Chef. Si tratta della prima kitchen machine che mescola e cuoce ad induzione.
Il designer del primo Kenwood Chef, Kenneth Grange, ha ottenuto il cavalierato nel 2013 per il suo impegno nel design.

## Prodotti
I prodotti Kenwood si possono suddividere nelle seguenti categorie:
- Kitchen machines
- Prodotti per la preparazione di cibi e bevande (Food processors, frullatori, mixer ad immersione, sbattitori, centrifughe, etc.)
- Breakfast (Kettles, tostapane, macchine per il caffè)